# Grundtvigskirken
Die Grundtvigskirken ist ein grönländischer Berg im Distrikt Ittoqqortoormiit in der Kommuneqarfik Sermersooq.

## Lage
Der Berg befindet sich im ostgrönländischen Renland am Nordwestufer des Ikaasagajik (Øfjord). Er hat eine Höhe von 1977 m.

## Geschichte

### Benennung
Der Berg wurde während der Dreijahresexpedition von Lauge Koch von 1931 bis 1934 benannt. Als Benennungsgrundlage diente sein charakteristisches Aussehen, das an die Grundtvigskirche in Kopenhagen erinnert. Zu diesem Zeitpunkt war die Kirche noch im Bau und hatte erst einen Turm statt den heutigen drei. 1972 gab das Geodætisk Institut eine Karte heraus, auf der der Name an einem etwa 4 km südwestlich gelegenen Gipfel mit einer Höhe von 1882 m steht. Auf Basis dieser Karte bestätigte später der grönländische Ortsnamensausschuss des Oqaasileriffik den Namen und erkannte ihn offiziell an. Direkt nach der Herausgabe der Karte 1972 hatten sich Anthony K. Higgins von Grønlands Geologiske Undersøgelse und einige Kollegen über die Benennung gewundert, da der Berg keinerlei Ähnlichkeit zur Kirche hat, und vermutet, dass die Karte fehlerhaft sein müsse. 1975 wurde vorgeschlagen, die Karte zu korrigieren, was vom Geodætisk Institut abgelehnt wurde, da man nicht ausschließen konnte, das Lauge Koch nicht doch den anderen Berg gemeint haben könnte, wenn man aus einer anderen Richtung guckt. Nach der Veröffentlichung von Luftfotos von Lauge Kochs Expedition in den 1980er Jahren wurde anerkannt, dass die Karte fehlerhaft war, und daraufhin der 1977 m hohe Gipfel so benannt.

### Erstbesteigung
Der Berg wurde vermutlich erstmals 1985 und später 1989 durch belgische Gruppen von Bergsteigern bestiegen. Diese waren vermutlich noch nicht davon ausgegangen, dass sie die Grundtvigskirken bestiegen hatten. Bereits 1978 war eine britische Gruppe gescheitert. 1998 versuchte eine norwegisch-schwedische Gruppe den Berg über die Ostwand zu erklimmen, konnte aber den Gipfel nicht erreichen. 1999 erreichte dieselbe Gruppe bei einem erneuten Versuch dann über den Südgrat den Gipfel und schaffte somit die erste dokumentierte Besteigung des Berges. Sie fanden dabei auf dem Gipfel einen Inuksuk und hinterlassenes Klettermaterial, das später einer der belgischen Besteigungen zugeordnet wurde. Auch diese Gruppe war jedoch davon ausgegangen, dass die Grundtvigskirken der südwestlichere Berg war, sodass sie den Gipfel Tsavagattaq (ostgrönländisch für „Harpunenspitze“) nannten.

### Besteigung der Ostwand
Erst 2003 erschien eine neue Karte, auf der der 1977 m hohe Gipfel den Namen Grundtvigskirken trug. Auf Basis dieser Karte bestieg eine italienisch-schweizerische Gruppe, bestehend aus Simon Gietl, Daniel Kopp und Roger Schäli die schwierigere Ostwand des Bergs. Noch zu diesem Zeitpunkt war unklar, auf welchem Berg die Gruppe von 1999 war, da man nun vermutete, dass auf der Karte von 2003 ein Fehler war, und weil der Berg von 1999 ja Tsavagattaq genannt worden war. Es wurde anschließend klar, dass alle Besteigungsversuche und -erfolge auf der Grundtvigskirken geschehen waren.